# Lijst van voetbalinterlands Azerbeidzjan - Denemarken (vrouwen)
Deze lijst van voetbalinterlands is een overzicht van alle officiële voetbalinterlands tussen de nationale vrouwenteams van Azerbeidzjan en Denemarken. De landen hebben tot nu toe twee keer tegen elkaar gespeeld.

## Wedstrijden
| № | Plaats | Datum             | Competitie           | Wedstrijd                 | Uitslag |
| - | ------ | ----------------- | -------------------- | ------------------------- | ------- |
| 1 | Bakoe  | 21 september 2021 | WK 2023 kwalificatie | Azerbeidzjan − Denemarken | 0 − 8   |
| 2 | Viborg | 12 april 2022     | WK 2023 kwalificatie | Denemarken − Azerbeidzjan | 2 − 0   |

## Samenvatting
| Competitie      | Totaal gespeeld | Winst Azerbeidzjan | Gelijk | Winst Denemarken | Doelsaldo Azerbeidzjan – Denemarken |
| --------------- | --------------- | ------------------ | ------ | ---------------- | ----------------------------------- |
| WK-kwalificatie | 2               | 0                  | 0      | 2                | 0 − 10                              |
| Totaal          | 2               | 0                  | 0      | 2                | 0 − 10                              |

AFFA · A-internationals · Azerbeidzjaans mannenelftal
2006 – 2009 · 2010 – 2019 · 2020 – 2029
Bahrein ·
België ·
Bosnië en Herzegovina ·
Bulgarije ·
Cyprus ·
Denemarken ·
Estland ·
Faeröer ·
Georgië ·
Hongarije ·
Kazachstan ·
Kroatië ·
Letland ·
Litouwen ·
Malta ·
Moldavië ·
Montenegro ·
Noord-Macedonië ·
Polen ·
Portugal ·
Roemenië ·
Rusland ·
Spanje ·
Tsjechië ·
Turkije ·
Verenigde Arabische Emiraten ·
Wales ·
Zweden ·
Zwitserland